# Le Soldat méconnu
Le Soldat méconnu est un documentaire français de 2014 de Jérémie Malavoy, Hugo Bienvenu et Kevin Manach. 

## Synopsis
Alliant animation et images d'époque, il retrace le destin d'Augustin Trébuchon, la dernière victime militaire française tuée au combat de la Première Guerre mondiale. Il est tué le 11 novembre 1918, quelques minutes avant l'Armistice.